# قبب صغير
قبب صغير قرية سوريّة تتبع إداريّاً لمحافظة حلب منطقة منبج ناحية خفسة، بلغ تعداد سكانها (132) نسمة حسب التعداد السكاني لعام 2004.